# Zirci apátság
A zirci ciszterci apátság a ciszterci rend magyarországi központja Zircen. A Ciszterci Rend Zirci Kongregációjához tartozik, melynek rajta kívül a Dallasi ciszterci apátság és a Kismarosi Apátság is tagja. A zirci apát egyben a kongregáció prézes apátja is.
2023. május 15-e óta az apátságot Mauro Giuseppe Lepori pápai biztosként irányítja, miután Bérczi László Bernát korábbi apátot a Római Kúria felfüggesztette hivatalából az apátságban zajló pénzügyi visszaélések miatt. Bérczi 2024-ben kérte laicizálását, és kilépett a szerzetesrendből és a katolikus egyházból.

## Történelem

### Középkor
A Bakony erdejének sűrűjében, jórészt csak erdei vadak járta tájon, 400 m magasságban alapított ciszterci kolostort a rend nagy hazai pártfogója, III. Béla király (1182), a francia föld legnagyobb és leghíresebb ciszterci apátsága, a champagne-i Clairvaux-i ciszterci apátság filiájaként alapította, és az első szerzetesek is onnan érkeztek. A templomot a rend előírásai szerint Szűz Mária tiszteletére szentelték. Eleinte az apátságot egyszerűen „bakonyi”-nak nevezték, de már 1199-ben előfordult a később meghonosodottá vált Zirc név is.
A birtokokkal gazdagon ellátott kolostor tragédiáját a török fenyegetés jelentette. A hódítóktól rettegő szerzetesek 1538 körül elhagyták a kolostort, amelyet Veszprém török kézre kerülése (1552 után) földúltak a törökök.

### Visszatérés
1629-ben a lilienfeldi kolostor apátja kap megbízást, hogy készítse elő a rend Magyarországra való visszatérését. I. Lipót 1660-ban Újfalusy Márton soproni születésű lilienfeldi szerzetest nevezi ki zirci apáttá, aki Pápán telepedett le, mivel ekkor Zircen nem volt lakható épület. Újfalusy 1678-ban Gyulakeszi határában portyázó török csapatoknak esett áldozatul. Ezt követően a lilienfeldi apátok maguknak tartották fenn a zirci apáti címet. A zirci apátság egykori birtokait csak hatalmas összegért tudták megváltani, illetve hosszadalmas birtokperek által visszaszerezni, ezért Lilienfeld apátja 1699-ben a vállalkozásba befektetett összeg, 31 000 forint megtérítése fejében átadta a feladatot a sziléziai Heinrichau apátjának, Heinrich Kahlertnek, akit I. Lipót a következő évben zirci apáttá nevezett ki. A török kiűzése után több mint egy évszázad telt el, míg ismét megtelepedtek az első szerzetesek Zircen (1726).
A 18. század folyamán a zirci apátság újjáépítése és az apátság elhagyott birtokainak újratelepítése a heinrichaui apátság irányításával és költségén zajlott. A század közepén fölépült az új templom és a kolostor. A középkori épületeket teljesen elbontották, alig néhány csonk maradt belőlük. A kolostorban a magyar származású rendtagok száma egyre nőtt (1798-ban 28 közül 11 magyar). 1810-ben a porosz kormány feloszlatta a sziléziai apátságot, majd miután az utolsó heinrichaui apát, Konstantin Gloger 1814-ben meghalt, a zirci apátság önállóvá vált. Ettől kezdve Zirc a magyarországi ciszterci rend központja.
A ciszterciek egyre nagyobb szerepet vállaltak az oktatásban. A zirciek vállalták a székesfehérvári és a pécsi gimnázium fenntartását (1814). A 20. század elején már a bajai és a budai ciszter gimnáziumok is megnyíltak.
1950-ben a zirci kolostort is megszüntették, a szerzeteseket elűzték, csak 1990-ben térhettek vissza. Az öt államosított gimnázium közül azóta már négyben ismét ciszterciek tanítanak.

### Apátok listája
Apátok listája 1814-től:
- Dréta Antal 1814–1823
- Villax Ferdinánd 1826–1857
- Rezutsek Antal 1858–1879
- Supka Jeromos 1879–1891
- Vajda Ödön 1891–1911
- Békefi Remig 1911–1924
- Werner Adolf 1924–1939
- Endrédy Vendel 1939–1981
- Kerekes Károly 1981–1996
- Zakar Ferenc Polikárp 1996–2010
- Dékány Sixtus 2011–2017[7]
- Bérczi László Bernát 2017. június 14. – 2018. július 13. (mint kormányzóperjel)[8]
- Bérczi László Bernát 2018. július 13. – 2023. május 15.[9]
- Mauro Giuseppe Lepori 2023. május 15.– (mint pápai biztos)[4]
  - Hortobágyi T. Cirill pannonhalmi főapát (intézményekért és gazdálkodás támogatásáért felelős társbiztos)[10]
  - Horváth Olga kismarosi apátnő (szerzetesközösség támogatásáért felelős társbiztos)[10]

## Épületek

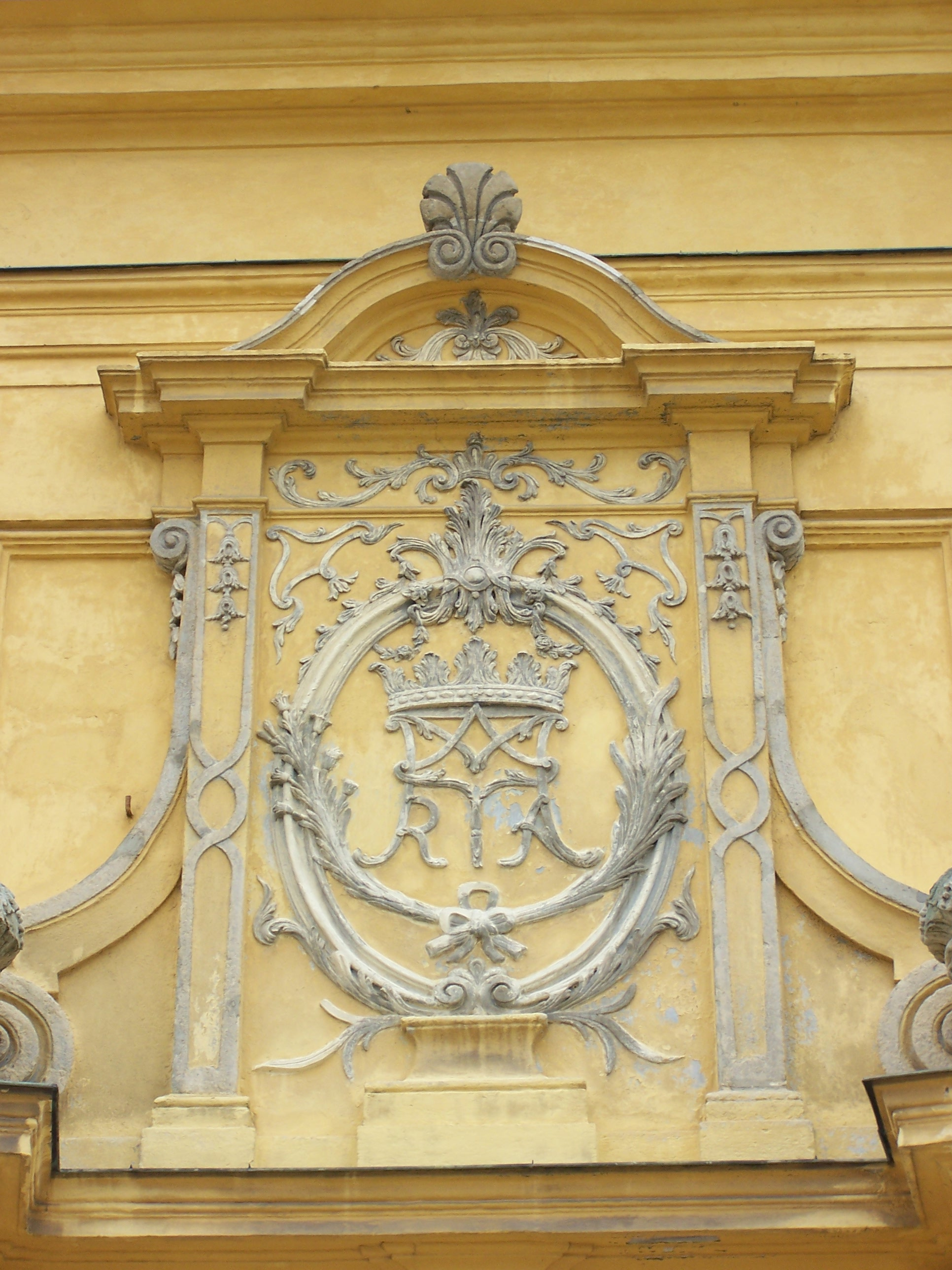
A felső címerkép

### Templom
A Nagyboldogasszony Bazilika hatalmas, kéttornyú barokk apátsági templom különleges látványosság. Belső és külső helyreállítása nemrég fejeződött be. A szószék és a szentély faragott stallumai igazi remekművek.
Építése 1732-1752 közé esik, így a barokk stílus jegyeit viseli magán. Tornyain jól megfigyelhető a kor jegyeinek hatása: cakkozott körbemenetel a tetőn, csigaszerű forma a felső szobrok alatt.
Az épület azonban nem csak barokk, hanem klasszicista épület is egyben. Míg a középső tornyok közrefogta arculaton boltíves a díszítés, két szélen timpanonokat alakítottak ki, melyek jellegzetesen görög-római példa a klasszicizmus szellemében. Az alsó dór oszlopokat is ehhez köthetjük.
A központi ablak felett címerkép található. Körkörösen indák, levelek díszítik. Jobbról, illetve balról két fáklya, mécses vagy urna határolja, mely mint a tűz, az újjászületést jelenítik meg. Központi körében egy korona látható, ismét levélmotívumokkal. A korona alatt egybeírt M és A betűk, alattuk R, I és A betűk alkotják Szűz Mária nevét. A címerképet körbeöleli két olajág, a béke szimbóluma, utalva Isten házának békéjére.

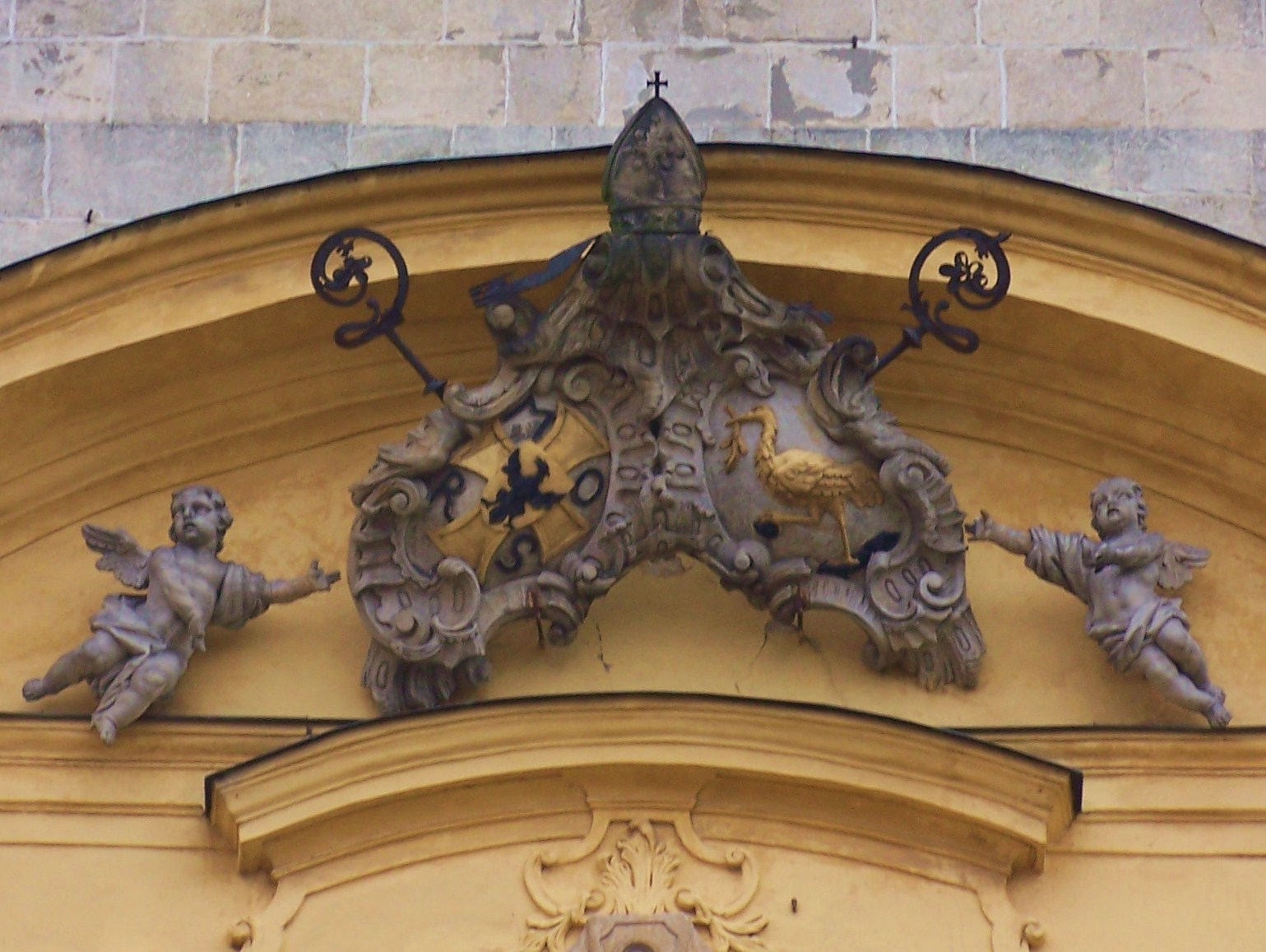
Az alsó címerkép

Az alsó címerkép a ciszterci rend címerét ábrázolja. A fő motívum a máltai kereszt, melynek szárain helyezkednek el a MORS, halál szó betűi. Mellette áll a daru, a hűség heraldikai madara. Speciális pózban ábrázolva követ tart a lábával, melynek jelentése, hogy ha véletlen elalszik, a kő kiejtésére felriadjon. Ez a tulajdonsága, a kitartó ragaszkodás és védelem alkotja a második körszimbólumot.
A két egymás felé hajló képet két pásztorbot egészíti ki, középpontjában püspöki fejdísszel, utalva az apátsági rangra.
A belső is sok érdekességet rejt. Többek között eredeti Maulbertsch-oltárkép (1745) és Wagenmeister-freskók díszítik. A képek sok tortúrán mentek át. A környező képek, pl.: Szűz Mária mennybemenetele, vagy a többi szentkép eredetileg a művészek által megalkotott, barokk hatásból eredően rendszerint fiatal arcú alakok voltak. Később újrafestették őket rossz állapotuk miatt, és szereplőit az itteni szerzetesekről mintázták meg. Mivel élő ember nem kaphat glóriát, a szentek fejéről eltüntették a mesterek. Egy újabb átfestés, mivel nem tudták, hogy az arcok régi itt élt szerzeteseké voltak, glóriát adott a szenteknek, s szőrösítette az arcukat, néhol az ősz szakállig.
Napjaink renovációs munkálatai eltávolították a korok javításait, az eredeti réteget hozták felszínre, így tudjuk ma a képek kialakulásának hosszas történetét.
1982-ben, alapításának 800 éves évfordulójára a templom basilica minor rangot kapott a pápától.

### Múzeum és könyvtár

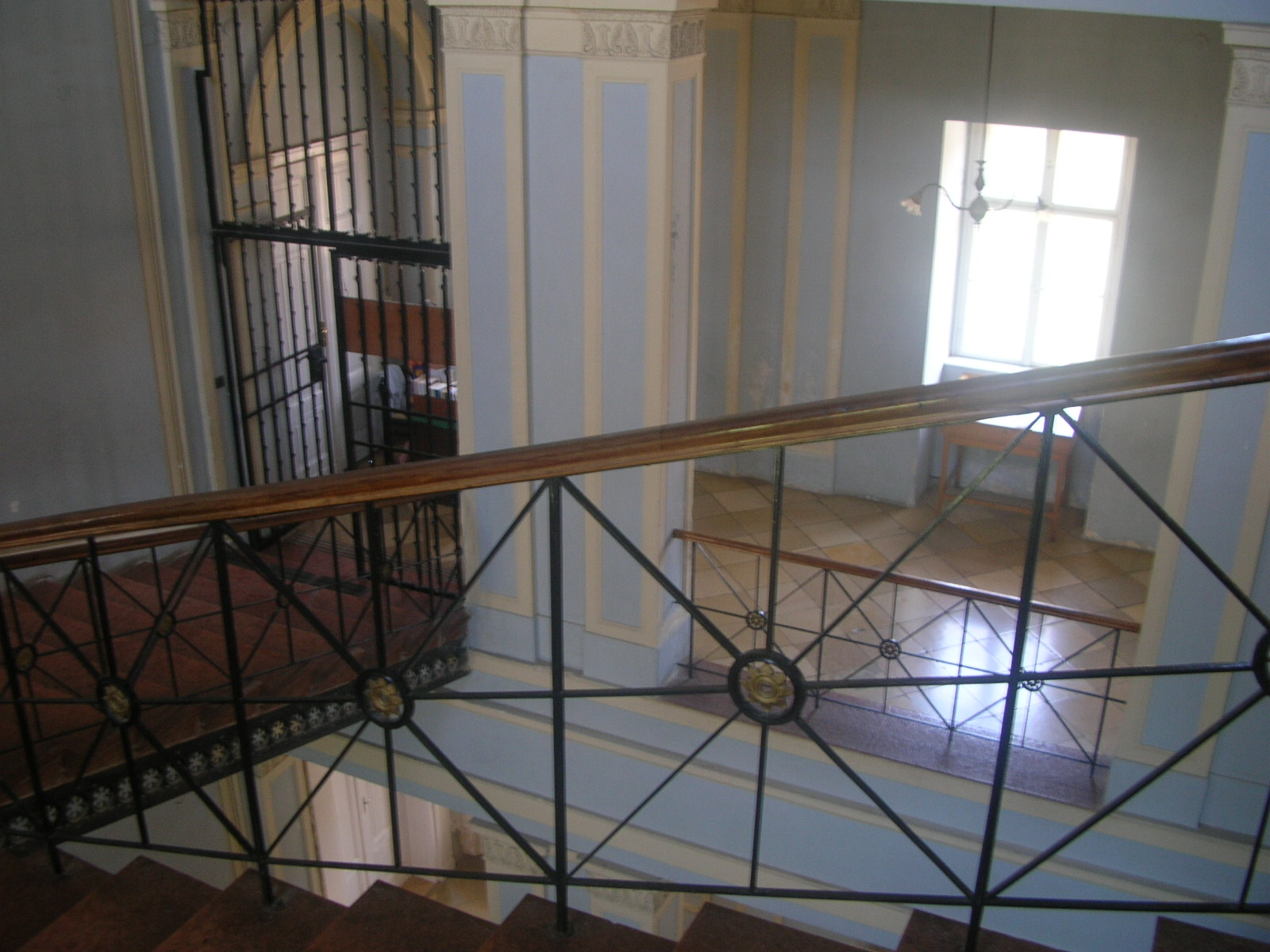
A Múzeum belülről

A Monostor ad továbbá helyet még a Reguly Antal Műemlék Könyvtárnak és a Bakonyi Természettudományi Múzeumnak is. A kolostor legnagyobb látványossága a csodálatos könyvtárterem, 60 ezer nagy értékű könyvvel. A könyvtár legnagyobb kincsei a ősnyomtatvány-, könyv- és folyóirat-ritkaságok. A ciszterci szerzetesek évszázados szorgalommal őrizték, javították és védték ezeket, így napjainkban is kiváló állapotban vannak, de látogató számára nem elérhetőek.
A múzeumban ez egész Bakonyra jellemző fafajták ismertetését (kérgét, leírását, fotókat) tekinthetjük meg, a környékre jellemző geológiai ismeretanyaggal és emlékekkel együtt. Állandó kiállításai a "A Bakony természeti képe" és "A Kárpát-medence ásványai".
A Zirci Galéria kap még helyet a kiállítások mellett, illetve Zirc nagyjai és Bakonykutatók Panteonja.

#### A múzeum bejárata

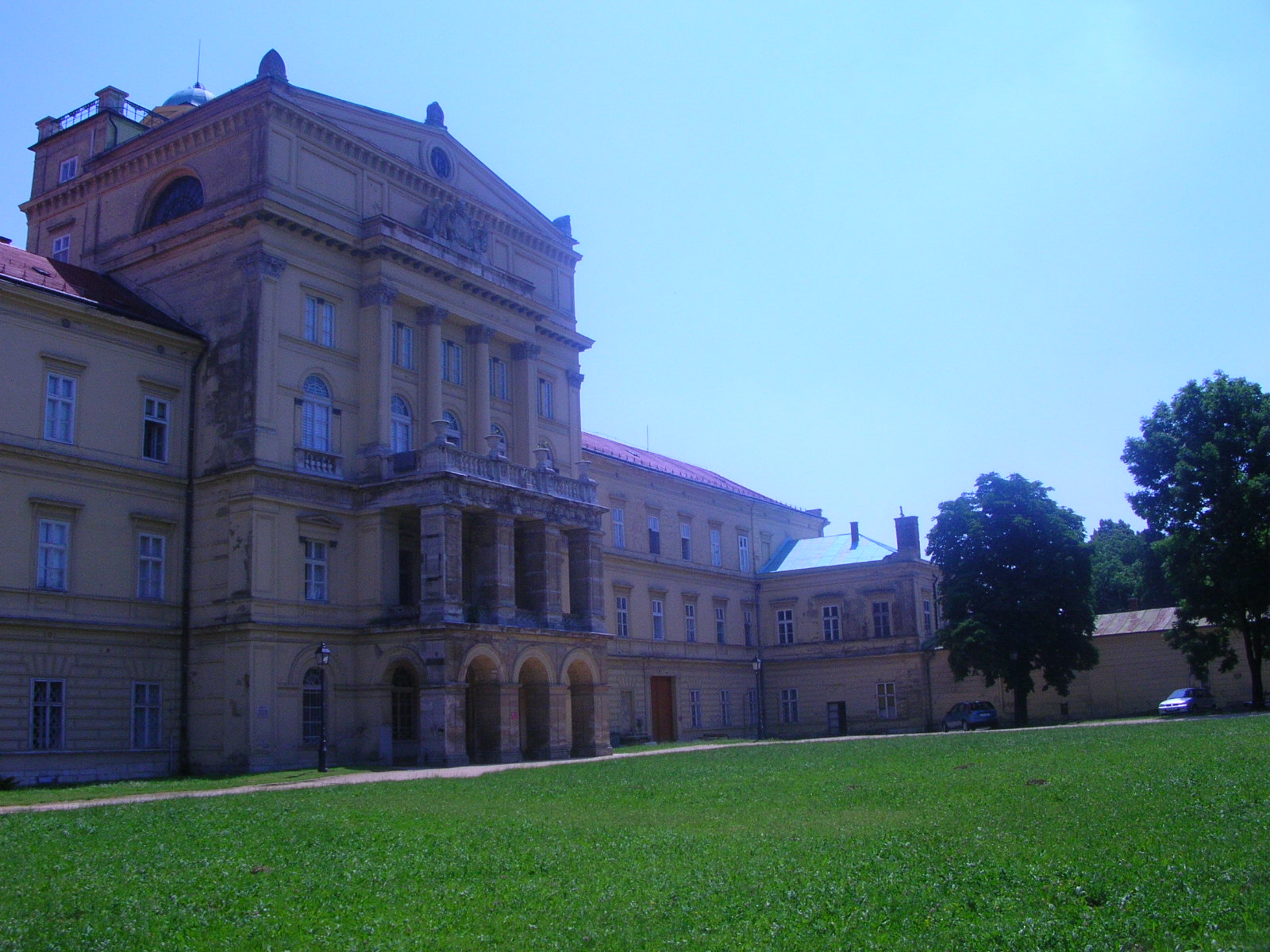
A múzeum-szárny

Klasszicista stílusú bővítése a monostornak. Tetején timpanon jelzi a stílust az alatta lévő korintoszi oszlopokkal együtt. A homlokzat alatt két angyal fogta címer található. Az erkély párkányán fáklyának kiképzett dísznövénytartók találhatók, amelyek a tűz újító ereje és a virág születése között vonnak párhuzamot. Állapota – hála a restaurálásoknak – ép, ezért adhat otthont különböző intézményeknek.

### Arborétum
Az apátság arborétuma a kolostorral szomszédos, attól délkeletre terül el. 18 hektáros parkjában különleges fák is találhatók.

## A zirci sörfőzés
Az apátságban 1735. október 29-én kóstolták meg az első helyben készült sört. Később a sörfőzés megszűnt, de 2015-ben a régi hagyományokra alapozva, modern eszközök segítségével újraindították.

## Galéria

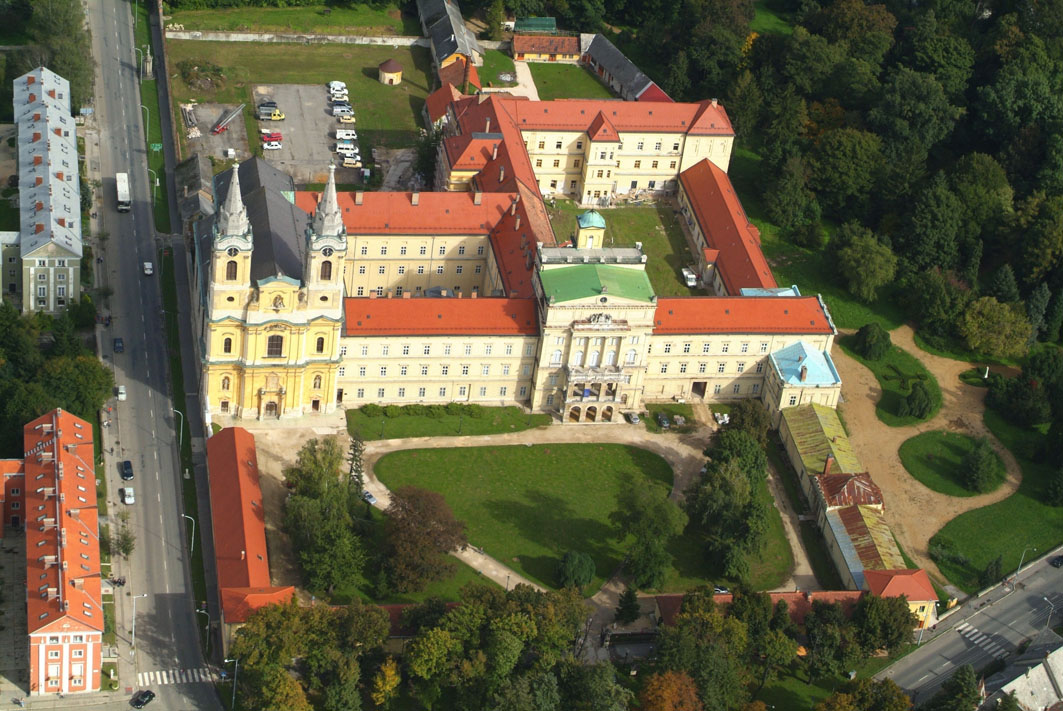
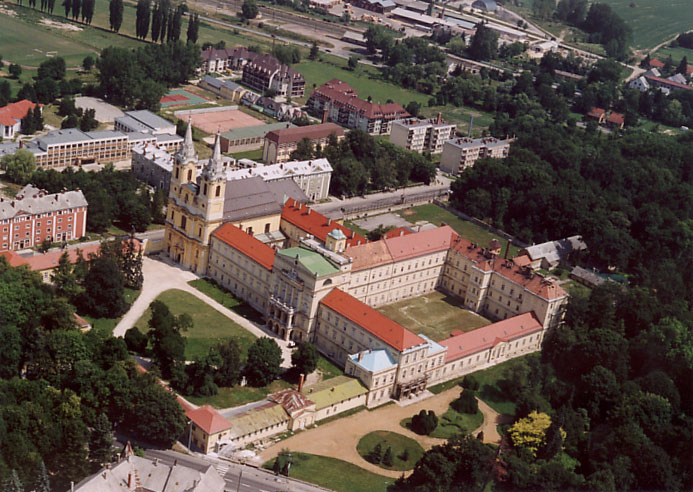
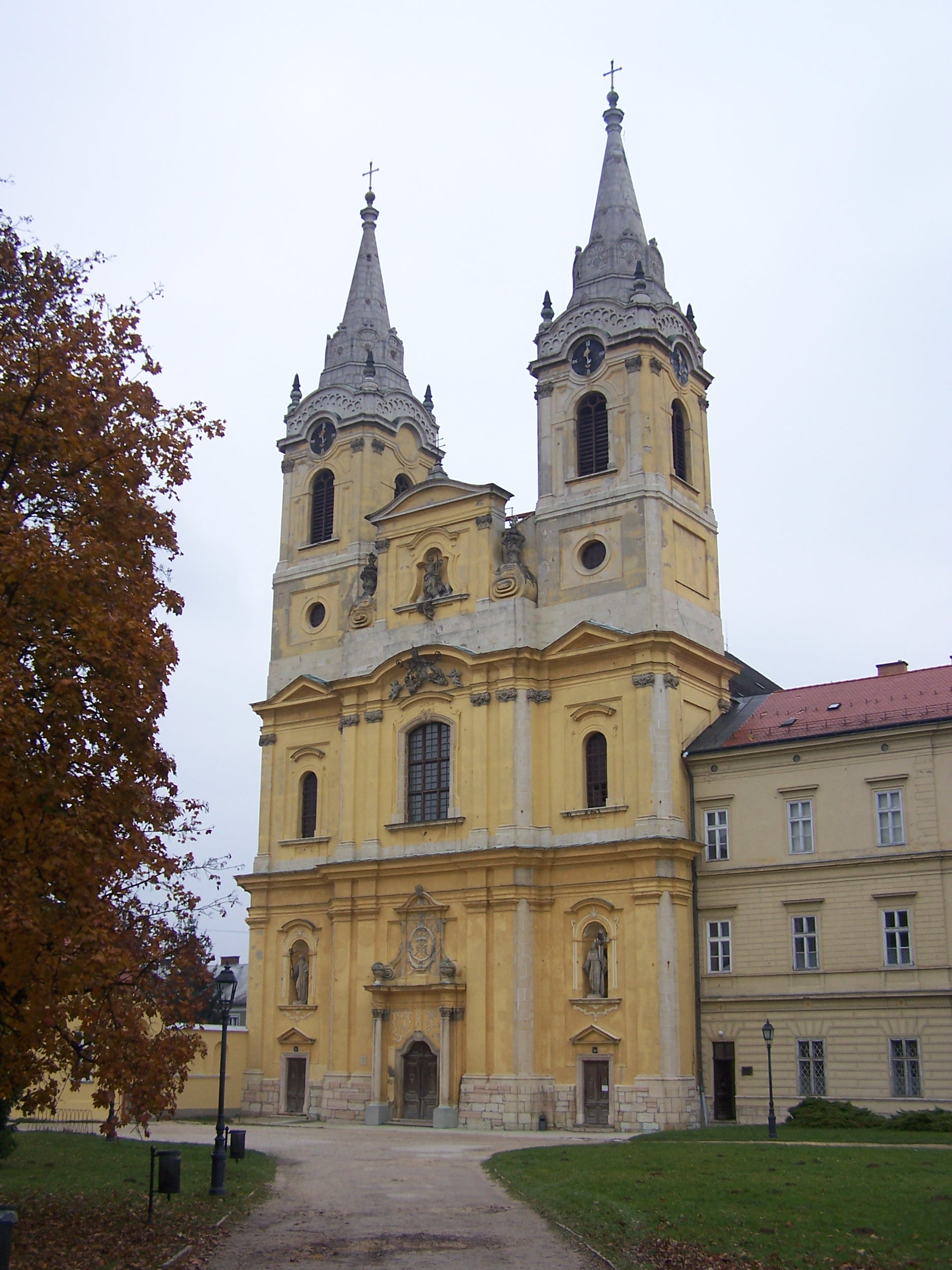
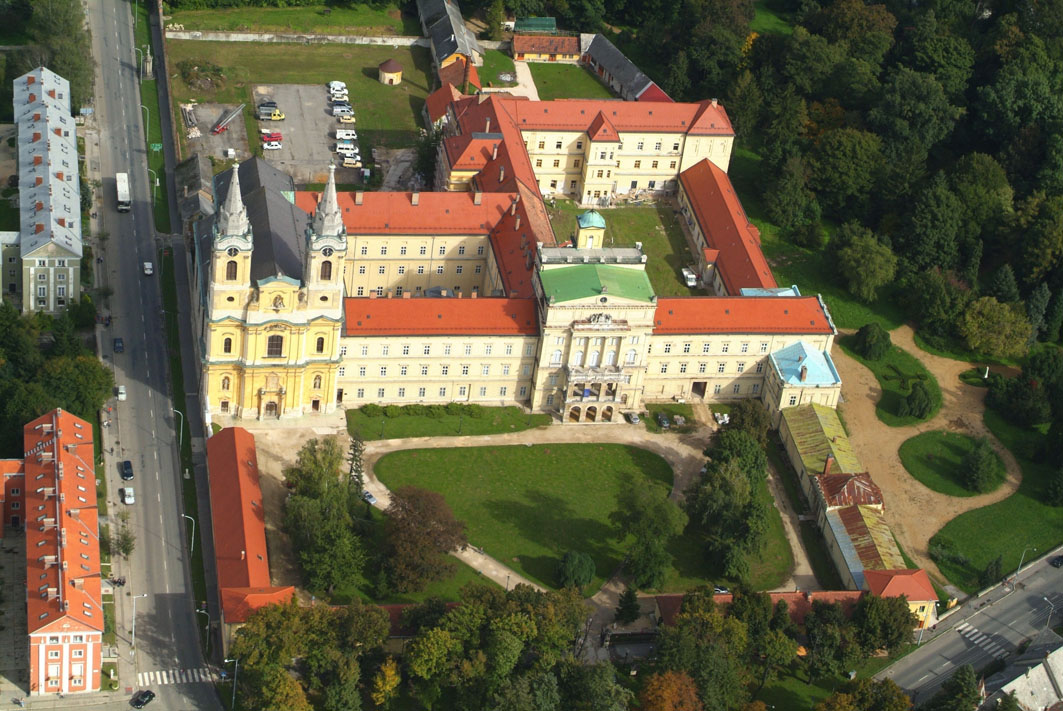
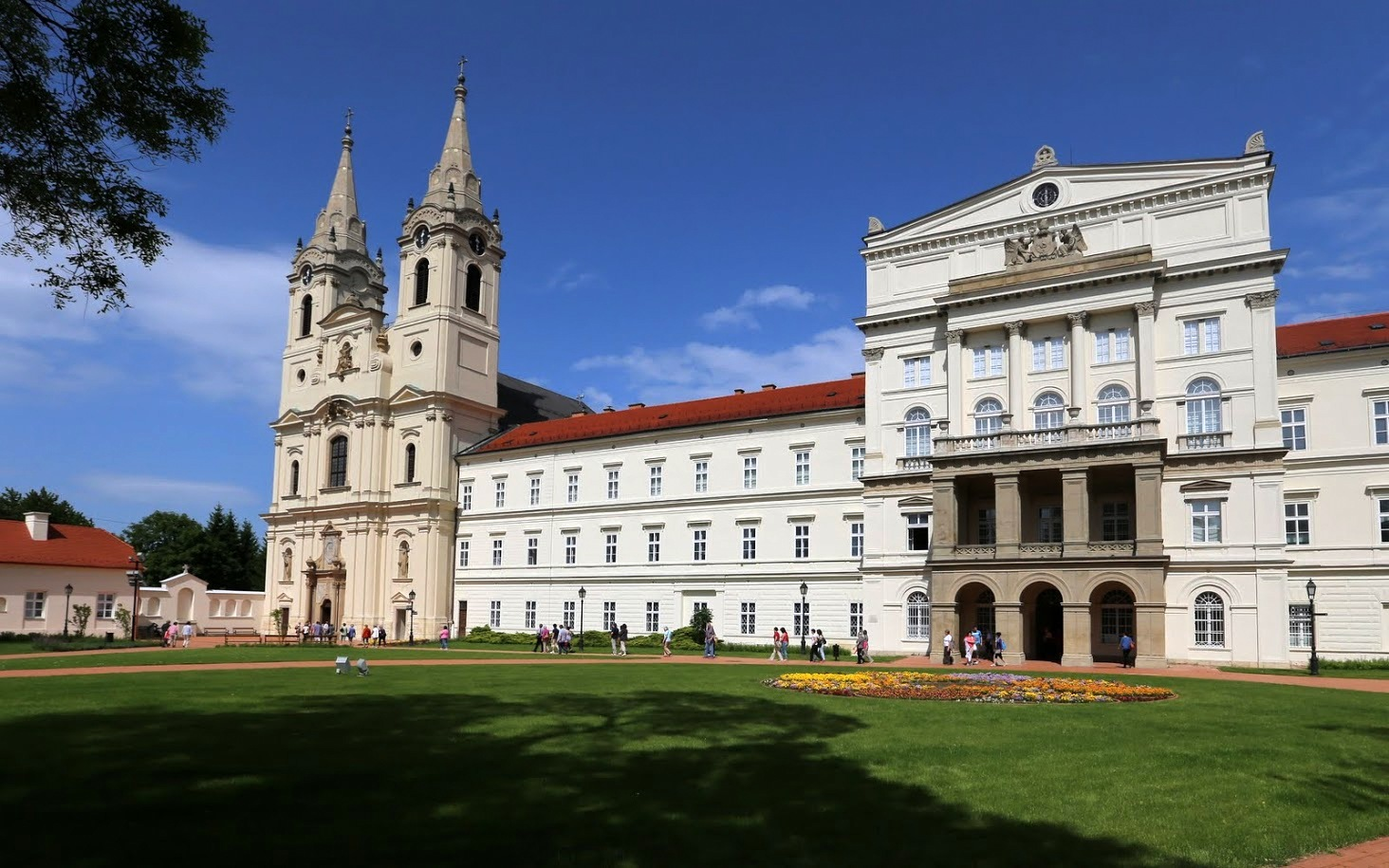
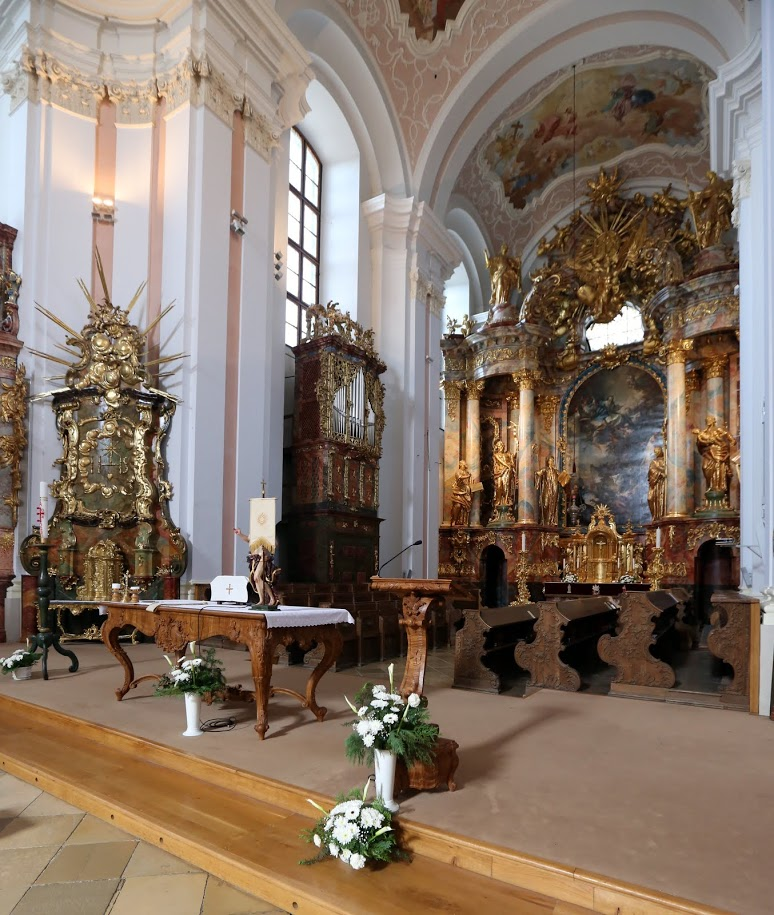
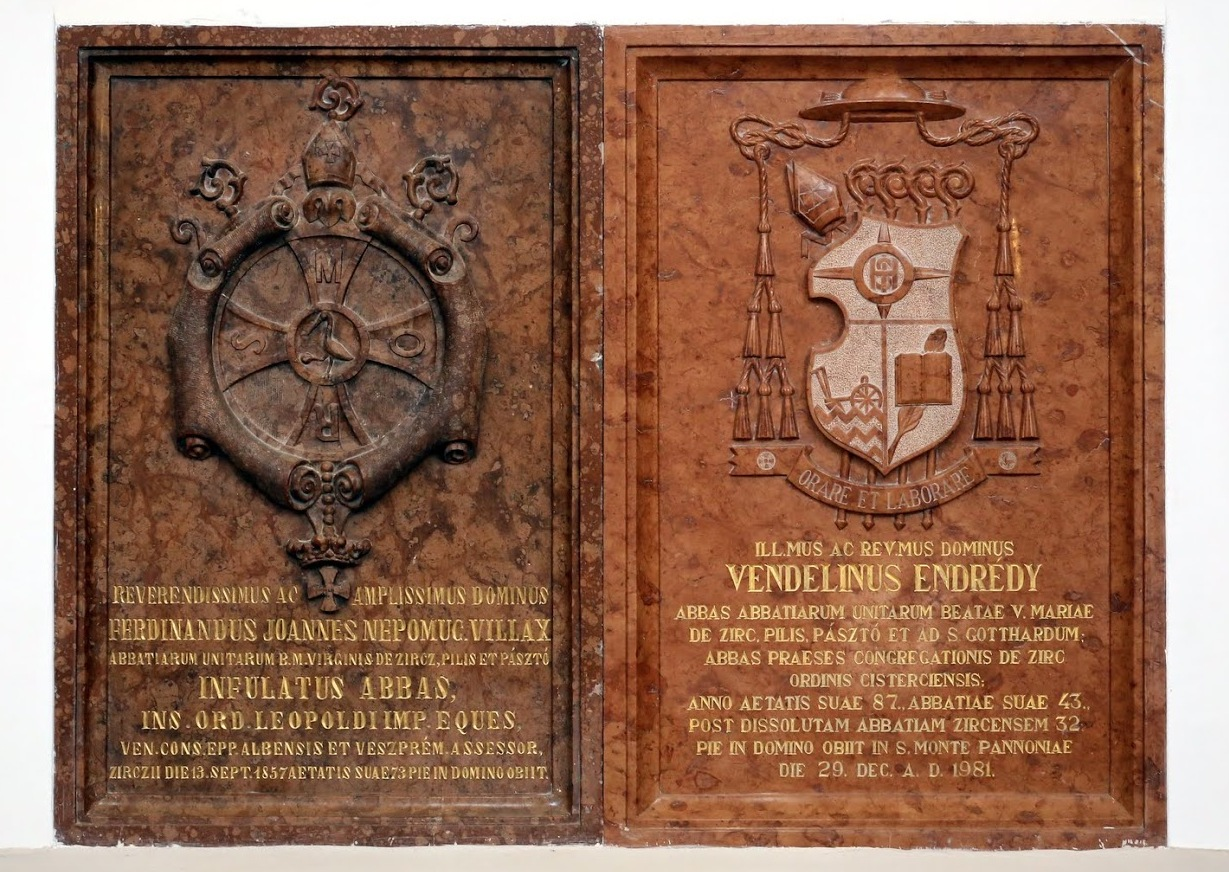
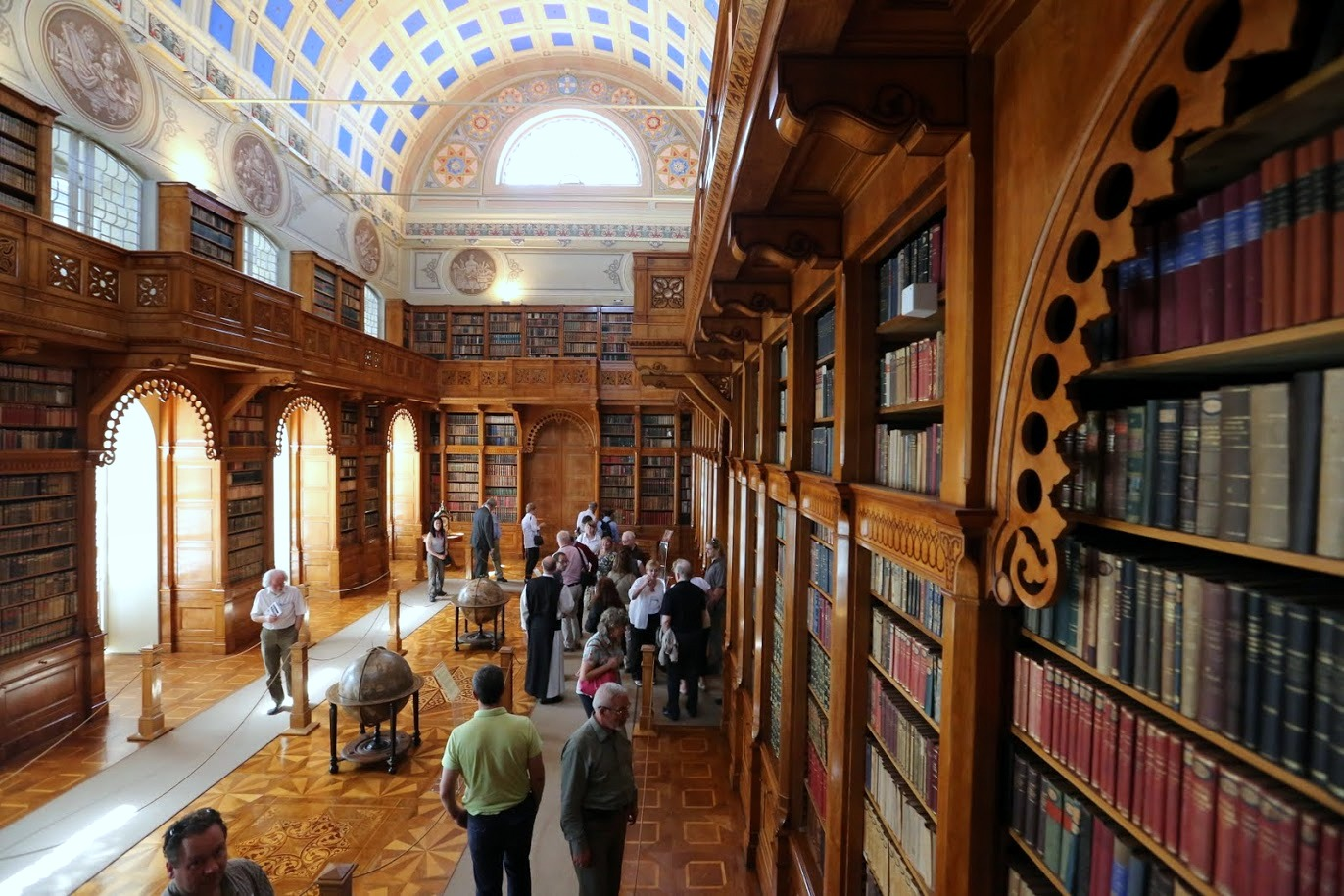
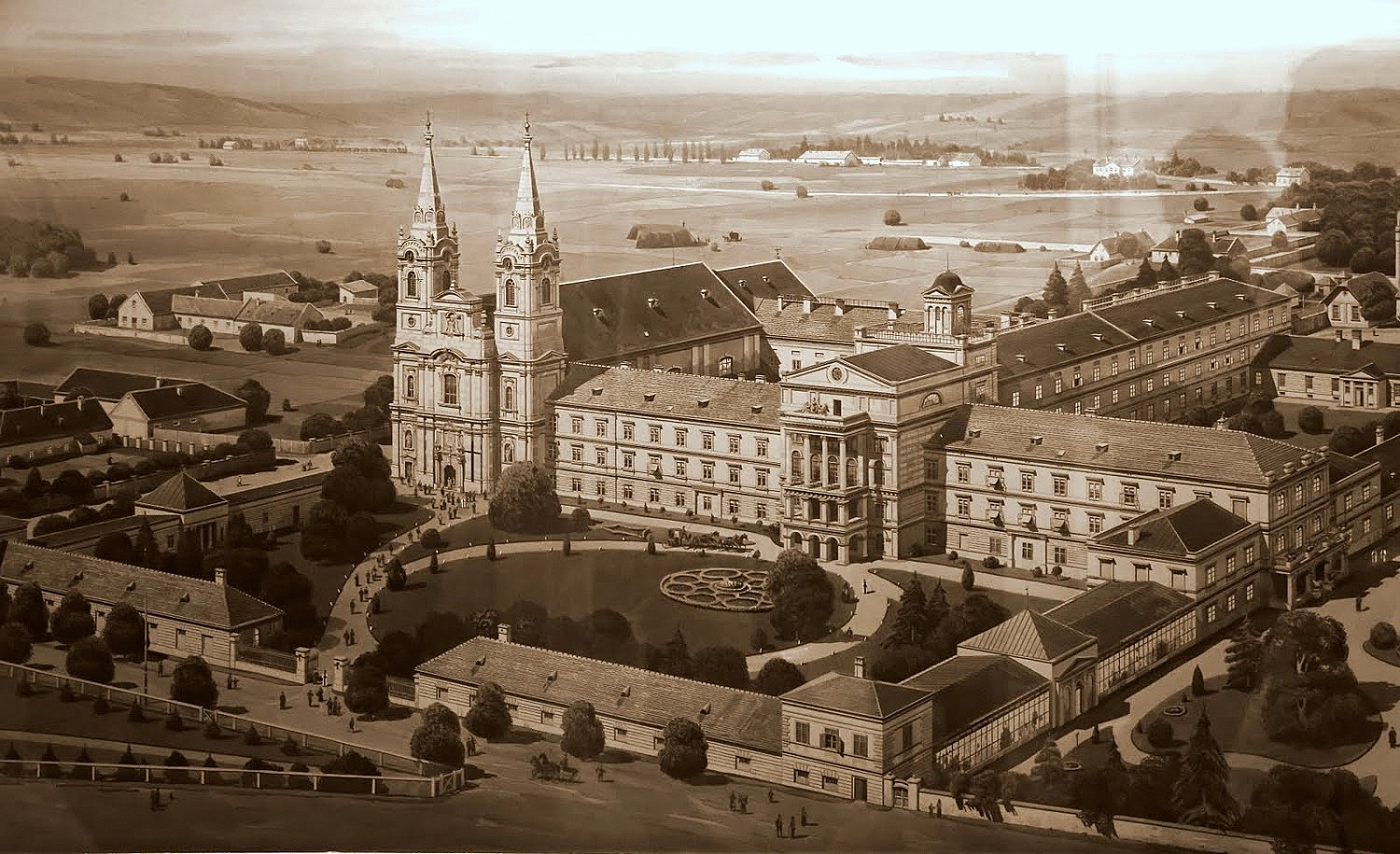
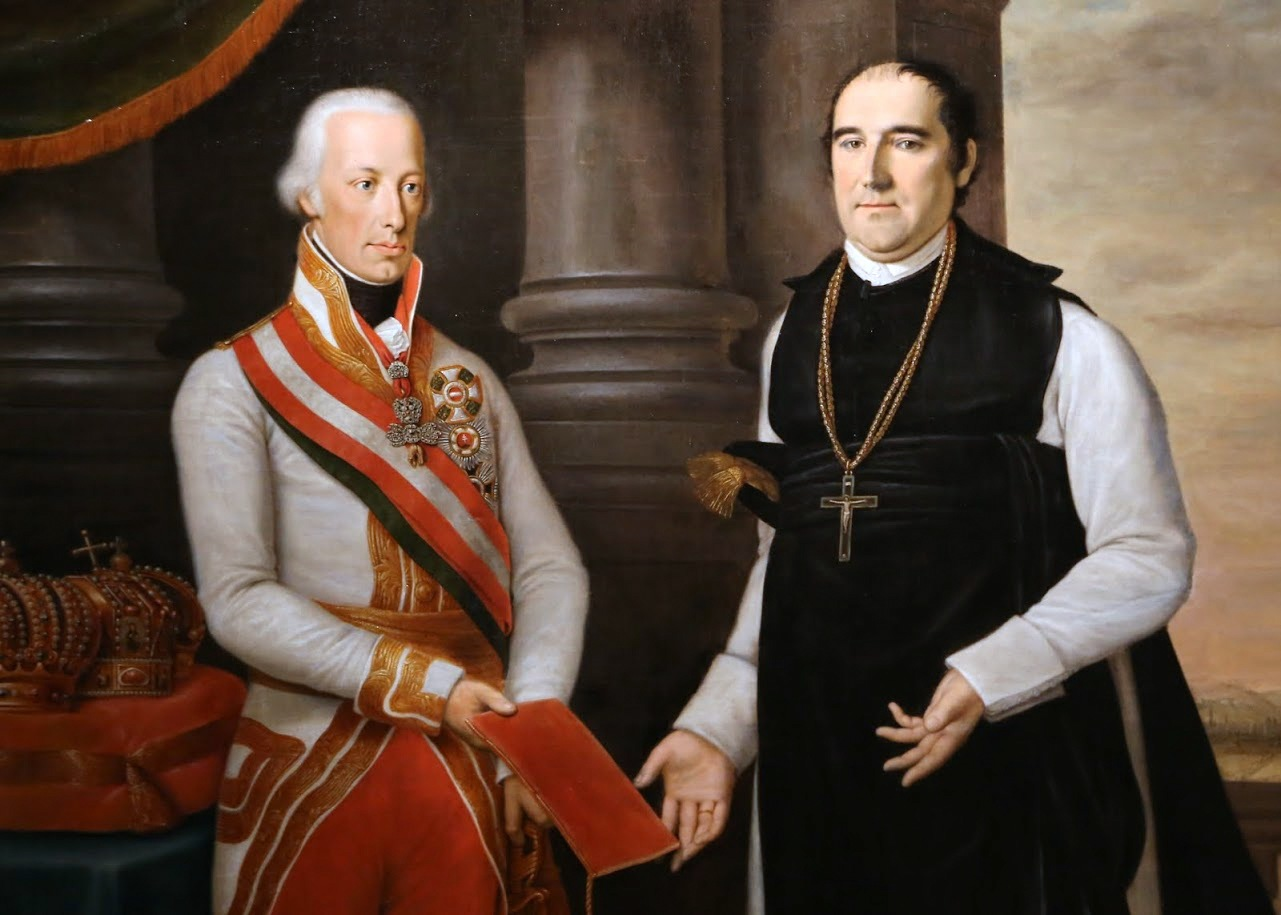
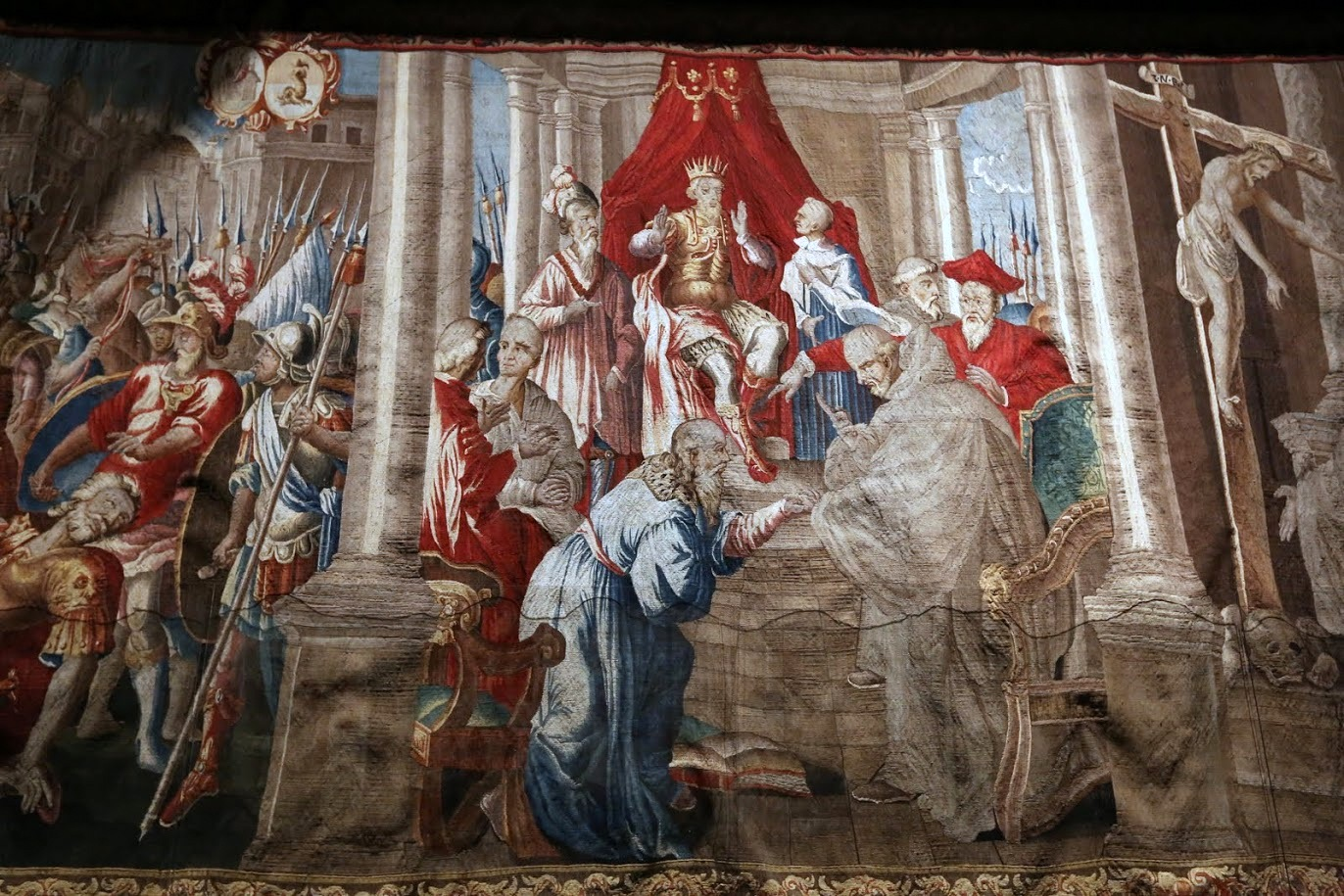
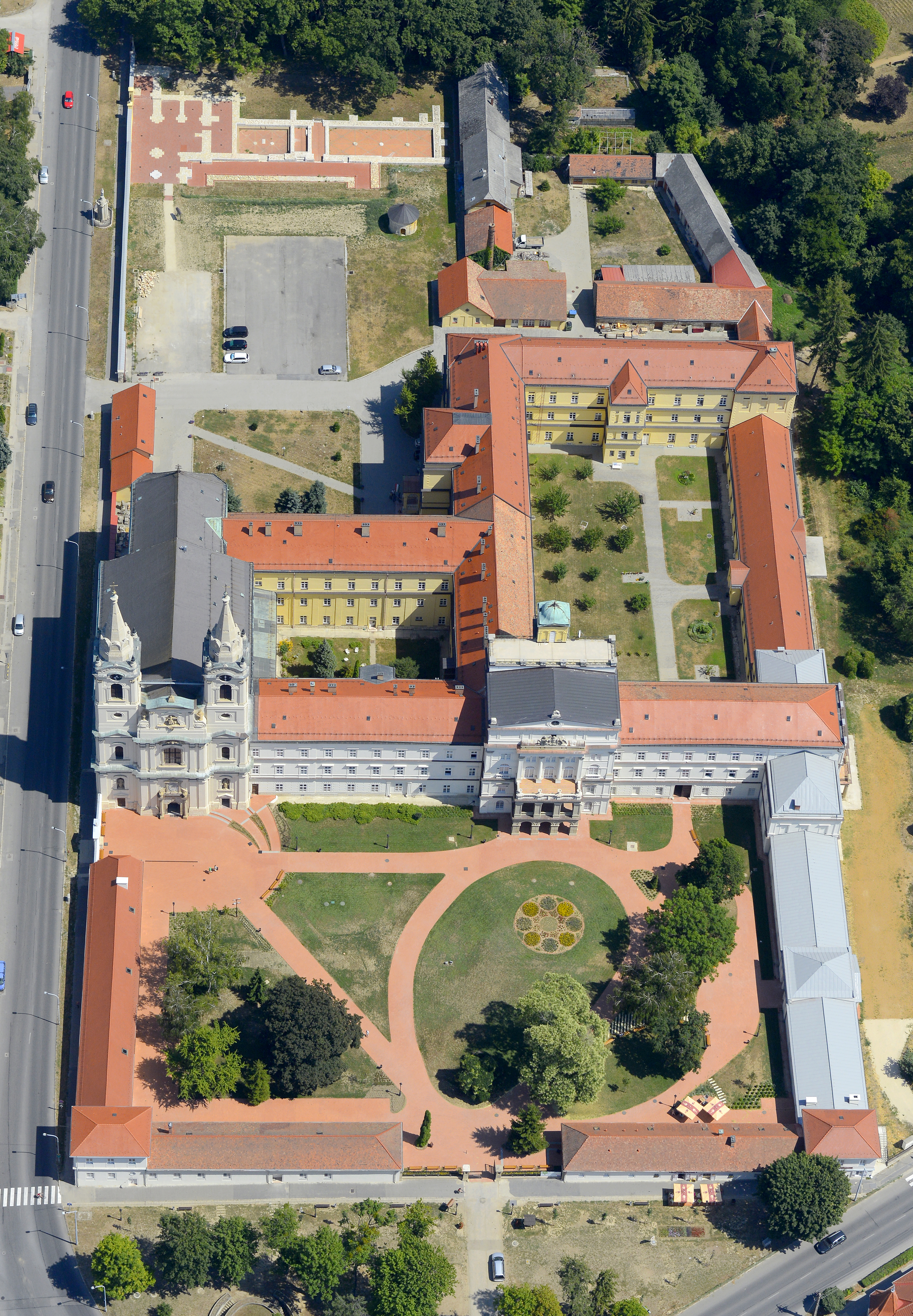
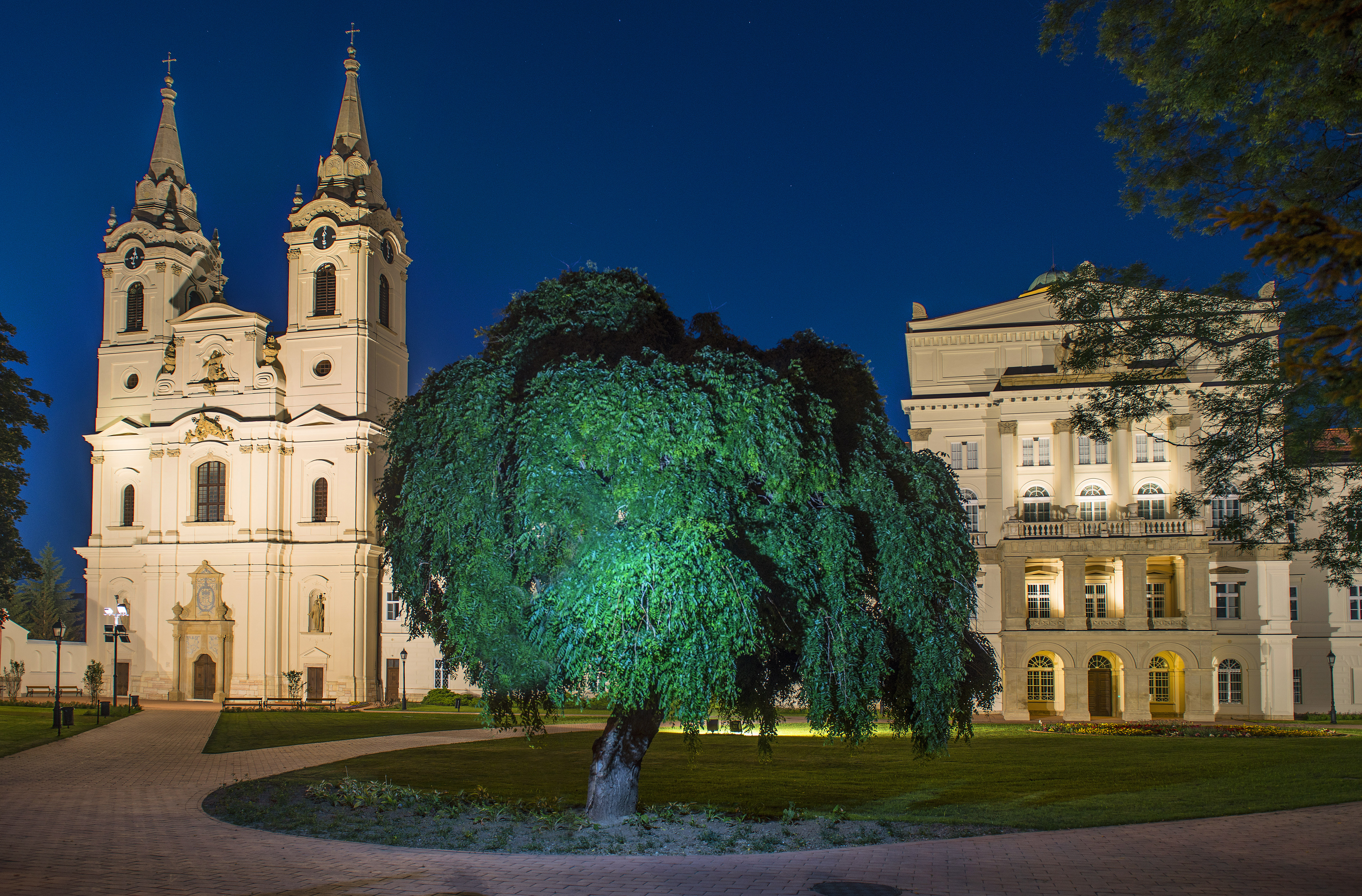